# Bandiera centrale destra di Horqin
La bandiera centrale destra di Horqin (科尔沁右翼中旗S, Kē'ěrqìn Yòuyì Zhōng QíP) è una bandiera della Cina, situata nella regione autonoma della Mongolia Interna e amministrata dalla lega di Xing'an.